# Wilfried Peffgen
Wilfried Peffgen   (Colònia, 1 d'octubre de 1942 - Colònia, 9 de maig de 2021) fou un ciclista alemany, que fou professional des del 1965 fins al 1983. Va combinar tant el ciclisme en pista com en ruta. Es va proclamar tres cops Campió del món de mig fons. Va aconseguir 16 victòries en curses de sis dies i vuit títols europeus de Madison i mig fons. En ruta va guanyar una etapa a la Volta a Espanya i un Campionat nacional.

## Palmarès en pista
- 1971
  - Campió d'Europa de Madison (amb Sigi Renz)
- 1972
  - 1r als Sis dies de Münster (amb Albert Fritz)
  - 1r als Sis dies de Zuric (amb Albert Fritz i Graeme Gilmore)
- 1973
  - Campió d'Europa de Madison (amb Albert Fritz)
  - 1r als Sis dies de Münster (amb Albert Fritz)
- 1975
  - 1r als Sis dies de Colònia (amb Albert Fritz)
- 1976
  -  Campió del món de mig fons
  - Campió d'Europa de mig fons
  - 1r als Sis dies de Zuric (amb Albert Fritz)
  - 1r als Sis dies de Colònia (amb Dieter Kemper)
  - 1r als Sis dies de Herning (amb Albert Fritz)
  - 1r als Sis dies de Múnic (amb Albert Fritz)
- 1977
  - Campió d'Europa de mig fons
  - 1r als Sis dies de Bremen (amb Albert Fritz)
- 1978
  -  Campió del món de mig fons
  - Campió d'Europa de mig fons
  - 1r als Sis dies de Münster (amb Albert Fritz)
  - 1r als Sis dies de Colònia (amb Albert Fritz)
  - 1r als Sis dies de Bremen (amb Albert Fritz)
- 1979
  - Campió d'Europa de mig fons
  - 1r als Sis dies de Münster (amb Albert Fritz)
  - 1r als Sis dies de Groningen (amb René Pijnen)
- 1980
  -  Campió del món de mig fons
  - Campió d'Europa de mig fons
  - 1r als Sis dies d'Anvers (amb René Pijnen i Roger De Vlaeminck)
- 1982
  - 1r als Sis dies de Colònia (amb Albert Fritz)

## Palmarès en ruta
- 1964
  - 1r a la Volta a Colònia amateur
- 1965
  -  Campió d'Alemanya en ruta amateur
  - Vencedor d'una etapa del Tour de l'Avenir
- 1966
  - 1r al Gran Premi del cantó d'Argòvia
- 1968
  - Vencedor d'una etapa de la Volta a Espanya
- 1972
  -  Campió d'Alemanya en ruta

### Resultats al Giro d'Itàlia
- 1968. 56è de la classificació general
- 1970. Abandona

### Resultats a la Volta a Espanya
- 1968. 22è de la classificació general. Vencedor d'una etapa

### Resultats al Tour de França
- 1967. Abandona
- 1969. 52è de la classificació general
- 1972. 53è de la classificació general
- 1973. Abandona